# (1899) Crommelin
(1899) Crommelin es un asteroide perteneciente al cinturón de asteroides descubierto por Luboš Kohoutek el 26 de octubre de 1971 desde el observatorio de Hamburgo-Bergedorf, Alemania.

## Designación y nombre
Crommelin se designó al principio como 1971 UR1.
Más adelante, a propuesta de Brian Marsden, fue nombrado en honor del astrónomo británico Andrew Claude de la Cherois Crommelin (1865-1939).

## Características orbitales
Crommelin está situado a una distancia media de 2,265 ua del Sol, pudiendo alejarse hasta 2,505 ua. Tiene una excentricidad de 0,1059 y una inclinación orbital de 7,275°. Emplea 1245 días en completar una órbita alrededor del Sol.